# Sv. Juraj - otočić Lisac
Sv. Juraj - otočić Lisac este o arie protejată (sit de importanță comunitară — SCI) din Croația întinsă pe o suprafață de 49,22 ha, integral marine.

## Localizare
Centrul sitului Sv. Juraj - otočić Lisac este situat la coordonatele 44°55′36″N 14°54′53″E / 44.926566°N 14.914723°E.

## Înființare
Situl Sv. Juraj - otočić Lisac a fost declarat sit de importanță comunitară în iulie 2013 pentru a proteja un număr necunoscut de specii din flora spontană și fauna sălbatică aflate în arealul zonei.

## Biodiversitate
Situată în ecoregiunea marină mediteraneană, aria protejată conține 3 habitate naturale: Bancuri de nisip acoperite în permanență slab de apă marină, Lagune de coastă, Recifuri.
La baza desemnării sitului se află un număr nedeclarat de specii protejate.